# Козино (городской округ Щёлково)
Козино — деревня в Щёлковском городском округе Московской области России, входит в состав городского поселения Фряново.

## Население
| 1926 | 2002 | 2006 | 2010 |
| ---- | ---- | ---- | ---- |
| 51   | ↘5   | ↗8   | ↗14  |

## География
Деревня Козино расположена на северо-востоке Московской области, в северо-восточной части Щёлковского района, примерно в 50 км к северо-востоку от Московской кольцевой автодороги и 36 км от одноимённой железнодорожной станции города Щёлково, по правому берегу реки Ширенки бассейна Клязьмы.
В 1 км севернее деревни проходит Фряновское шоссе Р110, в 8 км к северо-востоку — Московское большое кольцо А108, в 16 км к юго-западу — Московское малое кольцо А107, в 29 км к югу — Горьковское шоссе М7. Ближайшие населённые пункты — рабочий посёлок Фряново, деревни Аксёново и Могутово.
К деревне приписано садоводческое товарищество (СНТ).

## История
По материалам Всесоюзной переписи населения 1926 года — посёлок Ерёминского сельсовета Аксёновской волости Богородского уезда Московской губернии в 4 км от Фряновского шоссе и 38 км от станции Богородск Нижегородской железной дороги, проживал 51 житель (28 мужчин, 23 женщины), насчитывалось 10 хозяйств (6 крестьянских).
С 1929 года — населённый пункт Московской области.
1994—2006 гг. — деревня Головинского сельского округа Щёлковского района, с 2006 года — деревня городского поселения Фряново Щёлковского муниципального района.